# 新昭和
株式会社新昭和（しんしょうわ、英称：SHINSHOWA CORPORATION）は、千葉県君津市に本社を置く、戸建住宅の建築・販売事業を中心とした建設・不動産会社である。

## 概要
ツーバイシックス・ツーバイフォー工法の注文住宅事業をはじめ、戸建分譲住宅、分譲マンション、宅地の分譲などの不動産の販売事業、賃貸住宅の運営も行うほか、住宅およびリフォームブランドのフランチャイズ本部として全国展開を行っている。
日本における枠組壁工法（ツーバイシックス・ツーバイフォー）工法のオープン化をうけ、翌年ツーバイフォー住宅の販売を開始。2001年（平成13年）には、ツーバイフォー住宅の新ブランドとして「ウイザースホーム」を発表。2009年から2011年に3期連続で「ハウス・オブ・ザ・イヤー・イン・エレクトリック（旧：ハウス・オブ・ザ・イヤー・イン・エレクトリック）」の優秀賞を受賞。
また、戸建分譲住宅「ウィザースガーデン」、永住型分譲マンションブランド「ウィザースレジデンス」をはじめ、不動産事業、土地活用・賃貸住宅経営のほか、一般建築・公共建築などの建設事業まで「住まいと暮らし」のトータルサポートを幅広く事業展開を行っている。
フランチャイズ(FC)本部として1998年（平成10年）4月に木造注文住宅FCブランド「クレバリーホーム」を全国展開している。

## 沿革
- 1970年（昭和45年）4月 - 千葉県君津市南子安に(有)新昭和住宅設立
- 1975年（昭和50年）2月 - ツーバイフォー工法住宅の販売を開始
- 1979年（昭和54年）4月 - (有)新昭和住宅工業設立
- 1980年（昭和55年）4月 - 本社社屋を現所在地に新築・移転。
- 1980年（昭和55年）8月 - (株)新昭和住宅に組織改組
- 1989年（平成元年）7月 - (有)新昭和住宅工業から(株)新昭和建設工業に組織変更
- 1991年（平成3年）10月 - (株)新昭和コンポーネンツ設立（現・袖ヶ浦パネル工場）
- 1992年（平成4年）4月 - (株)新昭和住宅、(株)新昭和建設工業、(株)新昭和ホームコンポーネンツを合併、(株)新昭和に社名変更
- 1997年（平成9年）1月 - 千葉県君津市にインテリアプラザ『住宅館』を開設
- 1998年（平成10年）4月 - オリジナル在来工法 新ブランド「クレバリーホーム」を発表。クレバリーホームをフランチャイズ全国展開開始。
- 2001年（平成13年）1月 - 新昭和のツーバイシックス＆ツーバイフォー工法住宅の新ブランドとして「ウイザースホーム」発表
- 2001年（平成13年）10月 - フィンランド子会社直営工場 Oy Shinshowa Finland Ltd.設立
- 2003年（平成15年）4月 - 新子会社「株式会社新昭和リビンズ」設立
- 2004年（平成16年）4月 - 戸建分譲住宅部門 分譲事業本部を新設
- 2005年（平成17年）4月 - リフォーム部門 改装計画事業部新設
- 2006年（平成18年）4月 - 賃貸住宅・特建事業部門 特建事業部新設
- 2008年（平成20年）4月 - 住宅リフォームブランド「改装計画」をFC全国展開開始
- 2009年（平成21年）3月 - ウイザースホーム太陽光発電住宅「sola∞ie(ソライエ)」が、ハウス・オブ・ザ・イヤー・イン・エレクトリック2008特別賞を受賞
- 2009年（平成21年）9月 - ソーラー事業課を新設
- 2010年（平成22年）3月 - 前年に引き続き、ウイザースホーム「sola∞ie(ソライエ)40」と新たにクレバリーホーム「Sunbless」のそれぞれが、ハウス・オブ・ザ・イヤー・イン・エレクトリック2009特別賞を受賞
- 2011年（平成23年）3月 - クレバリーホームの「Sunbless」がハウス・オブ・ザ・イヤー・イン・エレクトリック2010大賞を、ウイザースホームの「Warmuse」が優秀賞を受賞
- 2011年（平成23年）12月 - 本社社屋建替え
- 2012年（平成24年）4月 - 改装計画事業部およびエコ事業部の分社化に伴い、千葉県木更津市に新子会社「株式会社新昭和リフォーム」設立
- 2012年（平成24年）10月 - 千葉県市原市に、千葉県初となるメガソーラー発電所「新昭和メガソーラー市原発電所」開所
- 2015年（平成27年）4月 - 旭建設（株）の全株式を取得し子会社化

## 加盟する団体
- （公社）全国宅地建物取引業保証協会（会員）
- （一社）千葉県宅地建物取引業協会（会員）
- （一社）日本ツーバイフォー建築協会（理事）
- （一社）日本フランチャイズチェーン協会〔JFA〕（正会員）
- （一社）日本木造住宅産業協会（1種正会員）
- （公財）日本住宅・木材技術センター（賛助会員）
- 日本木質I型ジョイスト工業会（理事）

## 提供番組
- 新浜レオンの演歌番組枠（『はじめまして!僕、新浜レオンです!!』→『ドシラソファミレオン♪』）（千葉テレビ放送、2019年5月 - ） - 新浜が所属するB ZONE（旧：ビーイング）との提供
- Live News イット!（フジテレビ、2021年10月 - TBSのあさチャン!から移動）
- バナナサンド（TBS、2021年4月 - 、ゴールデン昇格から）
- ヒューマングルメンタリー オモウマい店（日本海テレビジョン放送、2021年4月 - 、ゴールデン昇格から）
- トークと歌とものまね酒場 トゥーモ（千葉テレビ放送、2023年4月 - ） - 一社提供

### 過去の提供番組
- あさチャン!（TBSテレビ）
- ちば朝ライブ モーニングこんぱす（千葉テレビ放送、2021年4月 - 9月、木曜の「歌で100チャレ」コーナースポンサー）
- 歌で100万円チャレンジ（千葉テレビ放送、2021年10月 - 2023年3月、上記『モーニングこんぱす』から単独番組に移行） - 一社提供

## 広告出演者
- 倉木麻衣（2019年 ~ 現在）
- 寺尾聰（2021年）

## グループ会社
- 株式会社ウィザースホーム
- 株式会社クレバリーホーム
- 株式会社新昭和リビンズ
- 旭建設株式会社
- 株式会社新昭和CADデータサービス
- 株式会社アイ・クリエイト
- 合同会社新昭和グリーンパワーテック
- 合同会社アグリード
- 株式会社船橋第一自動車教習所
- 和蔵酒造株式会社
- 合同会社木更津ベリー
- 株式会社どんぐりソフト
- 国分土地建物株式会社